# Jan Serfontein
Pour les articles homonymes, voir Jan Serfontein (rugby à XV).
Jan Jonathan Serfontein (né le 3 février 1898 à Vegkop et mort dans le district de Philippolis, état libre d'Orange, le 17 octobre 1967) est un homme politique sud-africain, membre du parti national, membre du parlement pour Edenburg (1932-1935), Boshof (1938-1948), Fauresmith (1948-1953) et Fauresmith-Boshof (1953-1966), ministre des postes et des télégraphes ainsi que des affaires sociales dans le gouvernement Strijdom (1954-1958), ministre des affaires sociales et des pensions (1958-1966), ministre de l'éducation, des arts et des sciences (1958-1961) dans le gouvernement Verwoerd. 
Serfie Serfontein est également chef du parti national de l'état libre d'Orange. 